# Sulawesiblomsterpickare
Sulawesiblomsterpickare (Dicaeum celebicum) är en fågel i familjen blomsterpickare inom ordningen tättingar.

## Utseende och läte
Sulawesiblomsterpickaren är en liten och knubbig tätting med hos hanen lysande röd strupe. Honan är mycket mer anspråkslös, med helgrå dräkt och rent vit strupe. Ungfågeln liknar honan men har ljus näbbrot och grön anstrykning på bröstet. Hanen skiljs från hane kungsblomsterpickare på röd strupe och avsaknad av röd hjässa. Hona kungsblomsterpickare har röd övergump, vilket hona sulwesiblomsterpickare saknar. Sången består av ett tunt och ljust "see-se-sooo". Även träva "tzjit" kan höras.

## Utbredning och systematik
Sulawesiblomsterpickare delas in i fem underarter:
- Dicaeum celebicum talautense – förekommer på Talaud (norra Moluckerna)
- Dicaeum celebicum sanghirense – förekommer på Sangihe och Siauöarna (utanför norra Sulawesi)
- Dicaeum celebicum celebicum – förekommer i Manadotua, Bangka, Sulawesi, Lembeh, Togianöarna, Pulau Muna och Butungöarna
- Dicaeum celebicum kuehni – förekommer i Tukangbesiöarna (utanför Sulawesi)
- Dicaeum celebicum sulaense – förekommer på Banggaiöarna och Sulaöarna (Taliabu, Mangole och Sanana)

## Levnadssätt
Sulawesiblomsterpickaren hittas i låglänta områden och förberg i en rad olika miljöer, som skog, skogsbryn, buskmarker och trädgårdar. Där ses den enstaka eller i par.

## Status
Arten har ett stort utbredningsområde och beståndet anses stabilt. Internationella naturvårdsunionen IUCN listar den därför som livskraftig (LC).